# Syrian Arab News Agency
Die Syrian Arab News Agency, abgekürzt SANA, arabisch al-Wakala al-arabiyya as-suriyya li-l-anba’ (الوكالة العربية السورية للأنباء, DMG al-Wakāla al-ʿarabīya as-sūrīya li-l-anbāʾ) ist die staatliche syrische Nachrichtenagentur.
Die Agentur wurde 1965 gegründet und hat ihren Hauptsitz in Damaskus.

## Leitung
- Fawaz Jundi (1965–1966)
- Hussein al-Awdat (1966–1971)
- Marwan al-Hamwi (1971–1975)
- Saber Falhout (1975–1991)
- Fayez al-Sayegh (1991–2000)
- Ali Abdul Karim (2000–2002)
- Ghazi al-Zeeb (2002–2004)
- Dr. Adnan Mahmoud (2004–2011)
- Ahmad Dawa (seit 4/2011)